# ماریتا پین
ماریتا پین (انگلیسی: Marita Payne؛ زادهٔ ۷ اکتبر ۱۹۶۰) ورزشکار دو و میدانی اهل کانادا است.
وی در مسابقات کشوری و بین‌المللی در مجموع برندهٔ ۱ مدال طلا، ۸ مدال نقره، ۲ مدال برنز شده‌است.